# Rhododendron arboreum
Rhododendron arboreum is een plantensoort uit de heidefamilie. De plant komt van nature voor in het zuiden en zuidoosten van Azië. In Europa wordt Rhododendron arboreum als sierplant gekweekt. Het is een groenblijvende plant die struiken of kleine bomen vormt. De bloemen zijn in het wild vaak opvallend rood van kleur. Rhododendron arboreum is de nationale bloem van Nepal.

## Kenmerken

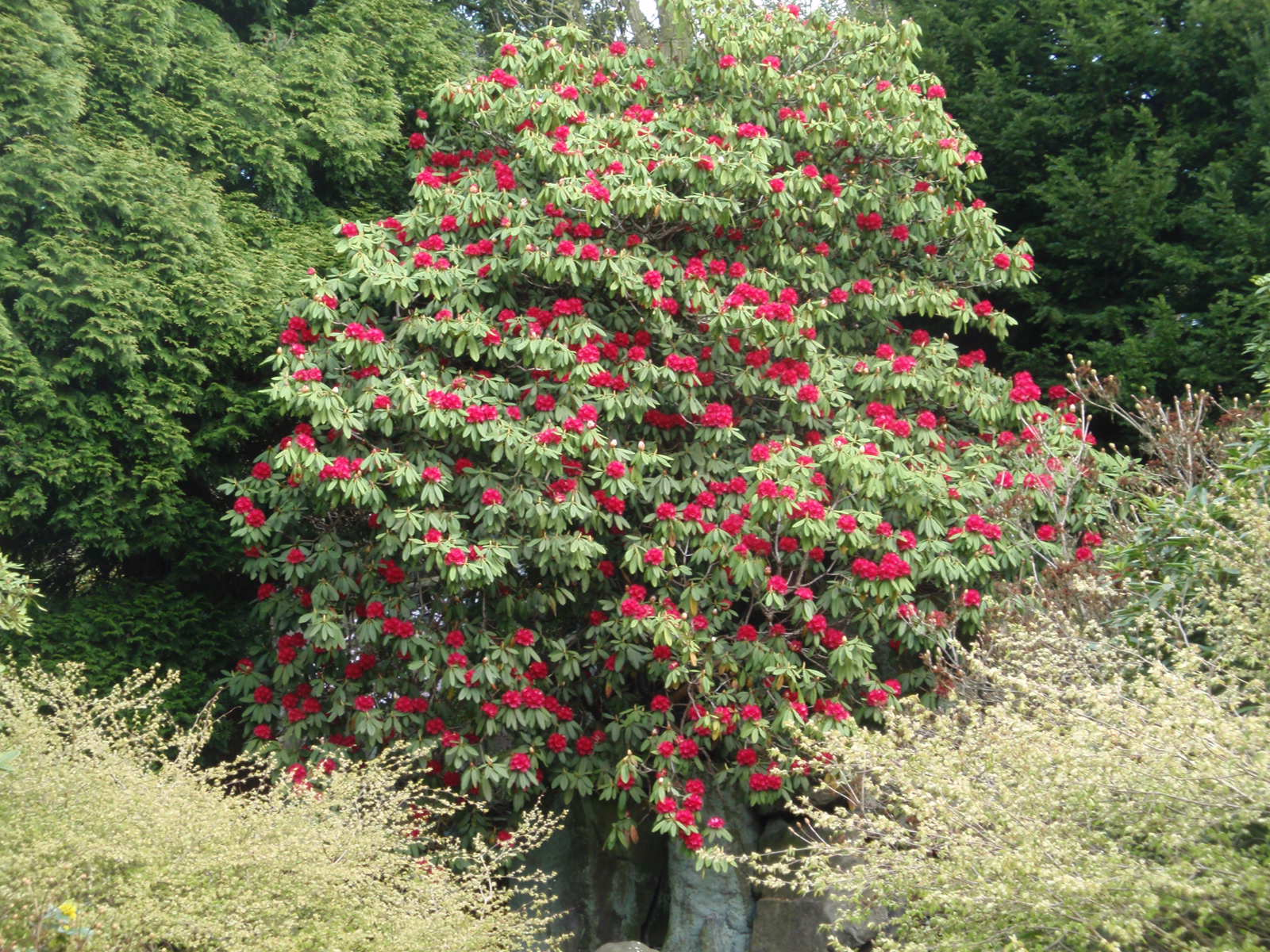
Bloeiende Rhododendron arboreum in de Biddulph Grange Gardens in Stoke-on-Trent (Engeland)

Rhododendron arboreum kan tot 20 m hoog worden, wat de wetenschappelijke naam verklaart (arboreum betekent "groeiende als een boom"). Gebruikelijker blijven de planten ongeveer 12 m hoog en even breed. De boom bloeit in het voorjaar (april-mei). De bloemen groeien in trossen van vijftien tot twintig bloemen, die ongeveer 3 tot 5 cm lang en even breed worden. De bloemen kunnen rood, roze of wit van kleur zijn. In de bloemkelken komen zwarte stippen voor.
De bladeren zijn ongeveer 7 tot 19 cm lang, sterk en aan de onderzijde zilverachtig of bruinig behaard.
De plant groeit het beste op humusrijke, zure en vochtige grond. Meestal groeit Rhododendron arboreum in halfopen bos, omdat de soort slecht tegen wind kan.